# Juan Carlos Salvini
Juan Carlos Salvini (fl. XX secolo) è stato un calciatore argentino, di ruolo attaccante.

## Carriera

### Club
Giocò tutta la carriera nel campionato argentino.

### Nazionale
Con la maglia della Nazionale ha trionfato a livello continentale nel 1946.

## Palmarès

### Competizioni nazionali
- Campionato argentino: 2

Racing Club: 1949, 1950

### Nazionale
- Campeonato Sudamericano de Football: 1

Argentina 1946